# Heinrich Dietz (Politiker)
Heinrich Georg Dietz (* 25. Mai 1941 in Bamberg) ist ein deutscher ehemaliger Politiker der CDU. 

## Leben
Nach seinem Abitur im Jahr 1960 studierte Heinrich Dietz Philosophie, Jura und Geschichte. Er wurde 1960 Mitglied der Studentenverbindung K.D.St.V. Fredericia Bamberg im CV. Im Jahr 1967 promovierte Dietz in Würzburg zum Thema Die Politik des Hochstifts Bamberg am Ende des Dreissigjährigen Krieges unter besonderer Berücksichtigung seiner Bemühungen um den Westfälischen Frieden.  Es folgten die 1. juristische Staatsprüfung in Bayern im Jahr 1970, die Promotion zum Dr. iur. utr. im Jahr 1976 zum Thema Kriegsrechtliche Probleme im Umkreis des Prisenrechts: völkerrechtliche Untersuchungen im Anschluss an die deutsche Prisenjudikatur des Zweiten Weltkriegs und die 2. juristische Staatsprüfung in Bayern im Jahr 1978. Seine Zulassung zur Rechtsanwaltschaft wurde 1979 ausgesprochen.
Am 13. August 1979 trat Dietz in den Dienst des Landes Rheinland-Pfalz als Regierungsrat ein und war gleichzeitig von 1979 bis 1981 Dozent an der Verwaltungsfachhochschule Mayen. 1981 gab er die Zulassung als Rechtsanwalt zurück, wiederzugelassen wurde er im Oktober 1995. Es folgten Stationen als Regierungsdirektor im Innenministerium in Mainz im Jahr 1985 und als Stadtverwaltungsdirektor in Kaufbeuren von 1987 bis 1992. Vom 1. Februar 1992 bis zum 31. Oktober 1994 war Dietz Ministerialrat im Thüringer Innenministerium und ebendort ab September 1992 Leitender Ministerialrat.
In der 2. Wahlperiode 1994–1999 und in der 3. Wahlperiode 1999–2004 wurde Heinrich Dietz zum Mitglied des Thüringer Landtags gewählt. In seinen letzten Berufsjahren war Dietz von 2000 bis 2006 Präsident des Landesrechnungshofs in Thüringen.
Dietz lebt in Hildburghausen. Er ist katholisch, verheiratet und hat drei Kinder.